# Le Palais
Le Palais är en kommun i departementet Morbihan i regionen Bretagne i nordvästra Frankrike. Kommunen ligger i kantonen Belle-Île som tillhör arrondissementet Lorient. År 2022 hade Le Palais 2 576 invånare.

## Befolkningsutveckling
Antalet invånare i kommunen Le Palais
| Referens: INSEE |